# 小奧厄河 (巴倫堡)
52°36′56″N 8°47′42″E / 52.615592261093724°N 8.795081377029419°E

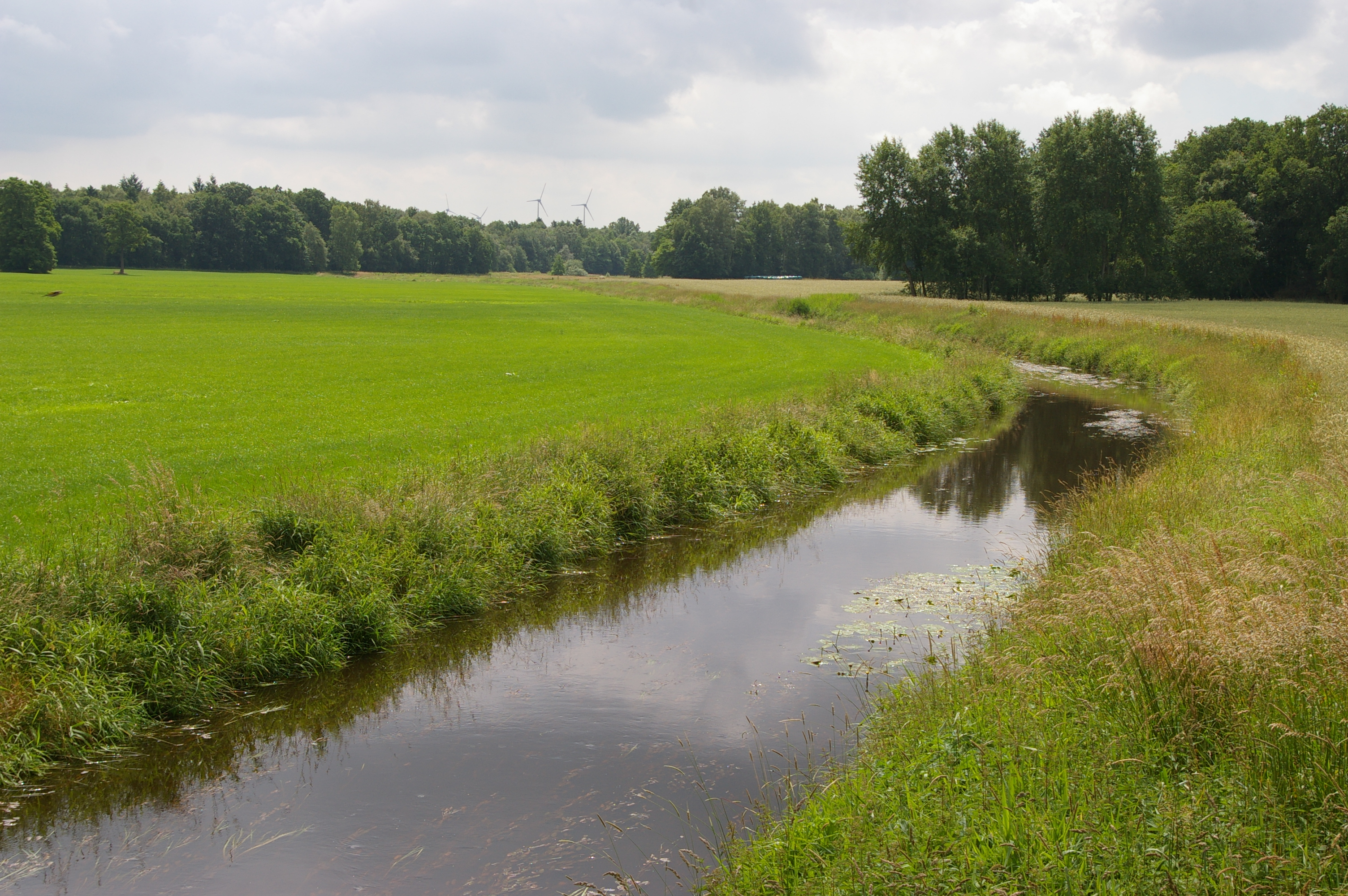
小奧厄河（巴倫堡）

小奧厄河（德語：Kleine Aue），是德國的河流，位於該國西北部，由下薩克森州負責管轄，屬於大奧厄河的支流，河道全長18公里，流域面積107平方公里，河口處在巴倫堡。